# Hexatoma (Eriocera) malevolens
Hexatoma (Eriocera) malevolens is een tweevleugelige uit de familie steltmuggen (Limoniidae). De soort komt voor in het Oriëntaals gebied.